# Ялинка (мультфільм)
«Ялинка» — радянський мальований мультфільм для дітей, який зняли 1942 року режисери Михайло Цехановський та Петро Носов . Казка про зустріч Нового року разом із Дідом Морозом   .

## Сюжет
Звірятка у лісі (зайці, лисиці, ведмеді, білки) готуються до новорічного свята — запасаються ялинками, вбирають їх. У цей час до них прагне Дід Мороз, аби подарувати їм іграшки. Але злі вовки намагаються перешкодити відбутися святу та вкрасти іграшки, перегороджуючи шлях Діду Морозу. Дізнавшись про це, звірятка дружним колективом допомагають йому прогнати їх. Наприкінці Дід Мороз вбирає найбільшу ялинку в лісі іграшками і настає новий рік — усі занурюються у новорічне свято.

## Творці
- Автор сценарію - П. Носів
- Режисери: П. Носов, М. Цехановський
- Помічник - Р. Давидов
- Композитор - Н. Богословський
- Художники-мультиплікатори: Л.М. Бредіс, Л. Пізнєєв, Ф. Єпіфанова
- Оператор - Е. Гімпельсон
- Актори у титрах не вказані.